# Gymnoclasiopa bohemanni
Gymnoclasiopa bohemanni is een vliegensoort uit de familie van de oevervliegen (Ephydridae). De wetenschappelijke naam van de soort is voor het eerst geldig gepubliceerd in 1896 door Becker.